# Вулиагмени (ватерпольный клуб)
Морско́й клуб Вулиагме́ни (греч. Ναυτικός Όμιλος Βουλιαγμένης, англ. Nautical Club of Vouliagmeni) — клуб водных видов спорта. Основан в 1937 году в прибрежном малом городе Вулиагмени в Восточной Аттике, юго-восточнее греческой столицы.
В клубе в 1956 году были основаны женская и мужская ватерпольная команды, выступающие в высшем дивизионе. Также идёт подготовка по направлениям: аэробика, боевые искусства, воднолыжный спорт, плавание под парусом.
Мужская команда выиграла 4 национальных чемпионата и три национальных кубков Греции. Наибольшего успеха в еврокубках выиграл Кубок Кубков в 1997 году, а также играл в финал LEN Trophy 2004 года.
Женская команда по водному поло является самым успешным в Греции: выиграла 10 (1991, 1993, 1994, 1997, 2003, 2005, 2006, 2007, 2010, 2012, 2013) национальных чемпионатов. На международном уровне команда дважды (2009, 2010) выигрывала Кубок европейских чемпионов LEN, а ещё трижды (2008, 2012, 2014) играла в финале. В 2003 году команда завоевала Кубок LEN Trophy, а ещё дважды (2000, 2005) играла в финале.